# Арчис
Арчис (на английски: The Archies) е измислена музикална група, съставена от герои на американския анимационен сериал „Шоуто на Арчи“. През 1969-1971 година от името на групата са издадени четири албума, изпълнени от различни студийни музиканти. Техен продуцент е Дон Киршнер, а водещият вокалист е Рон Данти. Изпълненията на групата са в модерния по това време стил бъбългъм поп. Най-големият ѝ успех е сингълът „Sugar, Sugar“, който става най-популярна песен на 1969 година в класацията на списание Билборд, единствен подобен успех на измислена група.

## Дискография
- Everything's Archie (1969)
- Jingle Jangle (1969)
- Sunshine (1970)
- This Is Love (1971)